# Бували войни й військовії свари…
«Бували войни й військовії свари…» — вірш Тараса Шевченка 1860 року, написаний у С.-Петербурзі.

## Написання та автографи
Вірш відомий за списком Івана Лазаревського у «Більшій книжці». Пропущені літери й слова відновлюються в квадратових дужках за контекстом: у слові «Ж[е]руть», слово «[дуба]» в рядку 6 та слово «[ми]» в рядку 23. Спотворений у списку рядок 8 («Зелене корінне ростуть») подається також з кон'єктурою: «Зелені парості ростуть». Дата в списку: «26 ноября».
Вірш датується дослідниками за списком та його місцем у «Більшій книжці» серед творів 1860-го: 26 листопада 1860 року, та місцем написання — С.-Петербург.
Автограф не відомий. Список Івана Лазаревського в «Більшій книжці» неточний: дає спотворений текст рядка 8, має пропуски та слова (в рядку 23). Вади списку можуть бути до певної міри усунуті лише шляхом кон'єктурального виправлення тексту, до якого й вдавалися упорядники, починаючи від першодруку. В ряді видань, включаючи й «Повне зібрання творів в десяти томах» 1953 року (том 2, стор. 367) та «Повне зібрання творів у шести томах» 1963 року (том 2, стор. 416) рядок 6 подавався з кон'єктурою: «Жеруть і тлять старого [дуба]».

## Публікація
Вперше вірш надруковано в «Кобзарі з додатком споминок про Шевченка Костомарова і Микешина» 1876 року (Прага, стор. 259—260), де подано за «Більшою книжкою» з неточністю в рядку 1: «Бували войни і військові свари» й редакторськими кон’єктурами в рядках 8: «Зелені парості [?] ростуть» та 24: «І небагатії [й] не вбогі».

## Сюжет
Вірш є політичною сатирою, що викриває антинародну й антинаціональну роль пануючої верхівки України. Роздуми про історичну долю України в другій половині твору переростають у звернений монолог — пророцтво загибелі царизму й панства.
Політичні алегорії вірша досить прозорі: «людські шашелі» — тогочасне українське панство, «старий дуб» — Україна, підточена, мов шашелем, своїми панами, «зелені парості» — молоді сили майбутньої визволеної від царського гніту України. Поет особисто добре знав нащадків тих Галаганів і Кочубеїв, які уособлюють у творі плазування старшинських родів України перед самодержавством. Перший рядок вірша в дещо зміненому вигляді запозичено з думи про Наливайка, де є виpaз: «Бували й мори й військовії чвари».